# Materia (fisica)

Atomo di elio

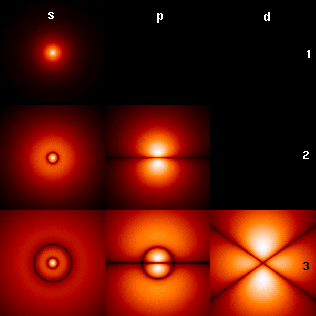
Orbitali atomici

In fisica classica, con il termine materia, si indica genericamente qualsiasi oggetto che abbia massa e che occupi spazio; oppure, alternativamente, la sostanza di cui gli oggetti fisici sono composti, escludendo quindi l'energia, che è dovuta al contributo dei campi di forze.
Questa definizione, sufficiente per la fisica macroscopica, oggetto di studio della meccanica e della termodinamica, non si adatta bene alle moderne teorie nel campo microscopico, proprie della fisica atomica e subatomica. Ad esempio, lo spazio occupato da un oggetto è prevalentemente vuoto, dato il grande rapporto (≈{\displaystyle 10^{5}}) tra il raggio medio delle orbite elettroniche e le dimensioni tipiche di un nucleo atomico; inoltre, la legge di conservazione della massa è fortemente violata su scale subatomiche.
In questi ambiti, si può invece adottare la definizione che la materia è costituita da una certa classe di particelle, che sono le più piccole e fondamentali entità fisicamente rilevabili: queste particelle sono dette fermioni e seguono il principio di esclusione di Pauli, il quale stabilisce che non più di un fermione può esistere nello stesso stato quantistico. A causa di questo principio, le particelle che compongono la materia non si trovano tutte allo stato di energia minima e per questa ragione è possibile creare strutture stabili di assemblati di fermioni.
Particelle della classe complementare, dette bosoni, costituiscono invece i campi. Essi possono quindi essere considerati gli agenti che operano gli assemblaggi dei fermioni o le loro modificazioni, interazioni e scambi di energia. Una metafora non del tutto corretta da un punto di vista fisico, ma efficace e intuitiva, vede i fermioni come i mattoncini che costituiscono la materia dell'universo, e i bosoni come le colle o i cementi che li tengono assieme per costituire la realtà fisica.

## Etimologia
Il termine "materia" deriva dall'equivalente latino materia, ma può essere ricondotto direttamente anche al termine latino mater, che significa "madre". L'etimologia del termine lascia quindi intuire come la materia possa essere considerata il fondamento costituente di tutti i corpi e di tutte le cose: la sostanza prima di cui tutte le altre sostanze sono formate. Il termine materia deriva dal gergo filosofico.

## Storia

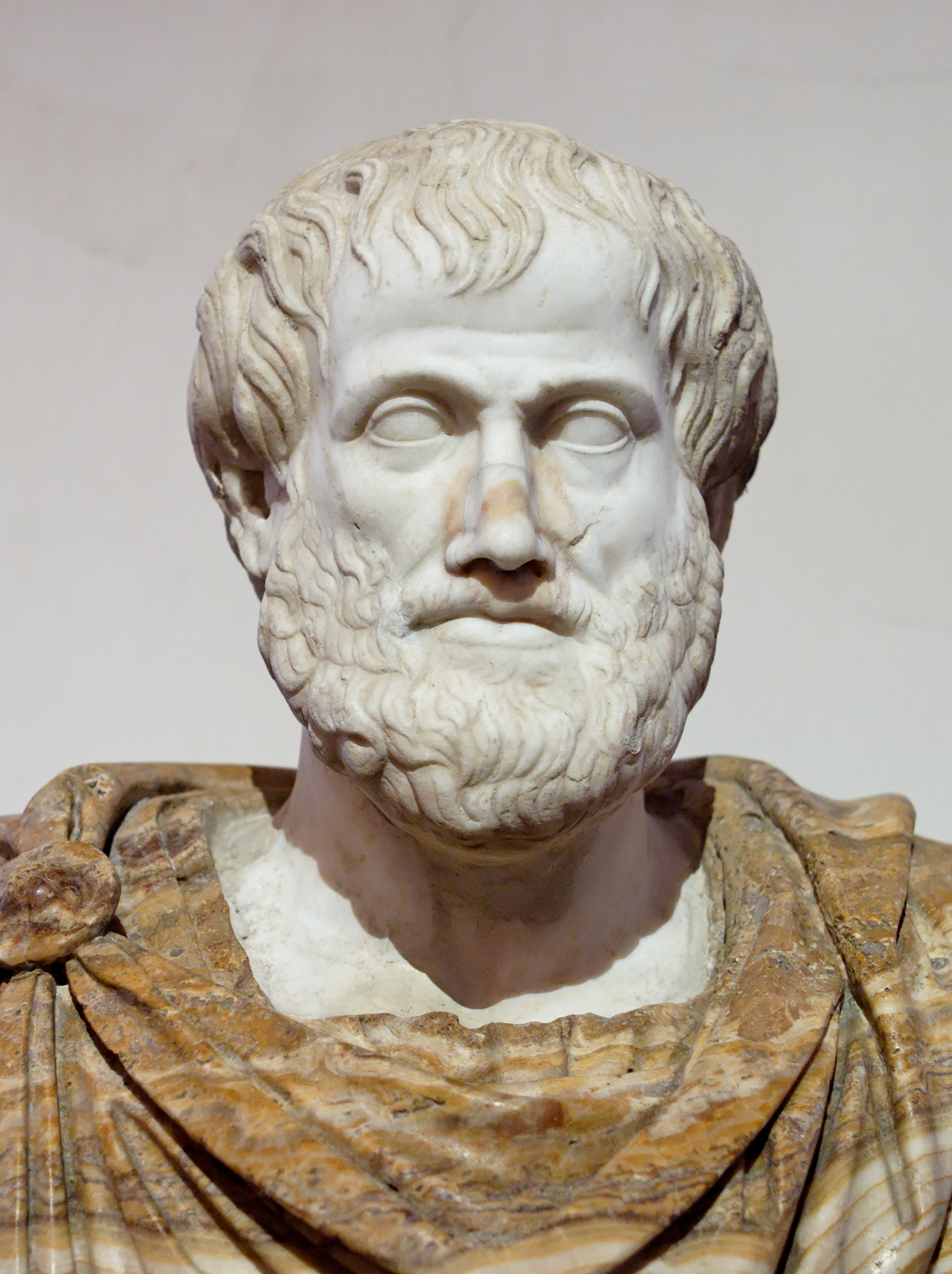
Aristotele formulò una delle prime teorie sulla struttura della materia.

Nel medioevo e nell'antichità era radicata la convinzione aristotelica che la materia fosse composta da quattro elementi: terra, aria, acqua e fuoco. Ciascuno di questi, avendo un diverso "peso", tende verso il proprio luogo naturale, lasciando al centro dell'universo la terra e l'acqua, facendo invece salire verso l'alto aria e fuoco. Inoltre si credeva che la materia fosse un insieme continuo, privo completamente del vuoto (la natura aborre il vuoto, horror vacui). Oggi invece si è scoperto che la materia è al contrario composta per oltre il 99% di vuoto.
Una grossa disputa nella filosofia greca riguardò la possibilità che la materia possa essere divisa indefinitamente in parti sempre più piccole. Contrari a questa ipotesi, gli atomisti erano invece convinti che vi fosse una struttura elementare costituente la materia non ulteriormente divisibile.

## Descrizione

Modello standard delle particelle elementari

Tutto ciò che ha massa ed occupa spazio stabilmente nel tempo è solitamente definito come materia. In fisica non c'è un consenso unanime sulla definizione di materia, in parte perché la nozione di "occupare spazio" è inconsistente nell'ambito della meccanica quantistica. Molti fisici preferiscono invece utilizzare i concetti di massa, energia e particella.
La materia è costituita da elettroni e da aggregati di quark stabili nel tempo. Tutti questi fermioni hanno spin semi-dispari (1/2) e devono pertanto seguire il principio di esclusione di Pauli, che vieta a due fermioni di occupare lo stesso stato quantistico. Questo sembra corrispondere all'elementare proprietà d'impenetrabilità della materia e al concetto d'occupazione dello spazio.
I protoni sono costituiti da 2 quark up e 1 down (che sono detti di valenza in quanto determinano quasi tutte le caratteristiche fisiche - ma non la massa - del protone): p = (uud). I neutroni sono invece formati da 2 quark down e 1 up: n = (udd). Anche protoni e neutroni, detti collettivamente nucleoni, sono fermioni in quanto hanno spin 1/2. Dato che elettroni, protoni e neutroni si aggregano per costituire atomi e molecole, questi tre tipi di fermioni costituiscono quella che viene ordinariamente intesa come materia, formata appunto da atomi e molecole.
Tuttavia solo il 9% della massa di un protone proviene da quelle dei quark di valenza che lo costituiscono. Il restante 91% è dovuto all'energia cinetica dei quark (32%), all'energia cinetica dei gluoni (36%) e all'energia d'interazione tra quark e gluoni (23%). La definizione di materia ordinaria come "formata" da elettroni e nucleoni è quindi problematica, in quanto la massa dei nucleoni non è riconducibile alla somma delle masse dei quark costituenti. Inoltre, il neutrone libero non è stabile, ma al di fuori di un nucleo atomico decade con una vita media di circa 887 secondi. Ciò rende problematica la definizione dei neutroni liberi, che sono instabili, come materia.
Anche il caso dei nuclei radioattivi presenta qualche ambiguità. La vita media dei vari radionuclidi può variare da 10−12 secondi fino a 109 anni. Non è chiaro quale sia il valore di vita media da considerare come discriminante per la definizione di materia. Sembra paradossale non considerare materia un nucleo instabile, ma con una vita media paragonabile all'età dell'universo (13,8 miliardi di anni). D'altra parte, non vi è un criterio per stabilire quale sia la vita media minima per trascurare l'instabilità di un nucleo radioattivo, considerandolo quindi materia.
Secondo la definizione data, non sono materia i bosoni di gauge: fotoni e gluoni in quanto privi di massa, i bosoni W e Z perché instabili. Analogamente, non lo sono il bosone di Higgs, che decade, e l'ipotetico gravitone, che dovrebbe avere massa nulla. Tra i leptoni, solo l'elettrone risulta stabile, e quindi costituisce la materia. Nella famiglia degli adroni, non sono materia le particelle del gruppo dei mesoni, formati da una o due coppie di quark e antiquark. Essi sono bosoni (hanno spin intero 0 o 1), non seguono il principio di esclusione di Pauli e quindi non si può dire che occupino spazio nel senso sopra menzionato. Inoltre, nessun mesone risulta stabile. Analogamente, tra gli adroni non sono considerati materia tutti quei barioni, formati da 3 o 5 quark, che sono instabili ovvero decadono in modo estremamente rapido in componenti stabili più leggeri.
Nel marzo 2024 vengono scoperti due materiali in grado di controllare l'interazione tra materia e luce: disolfuro di renio e diseleniuro di renio.

### Proprietà

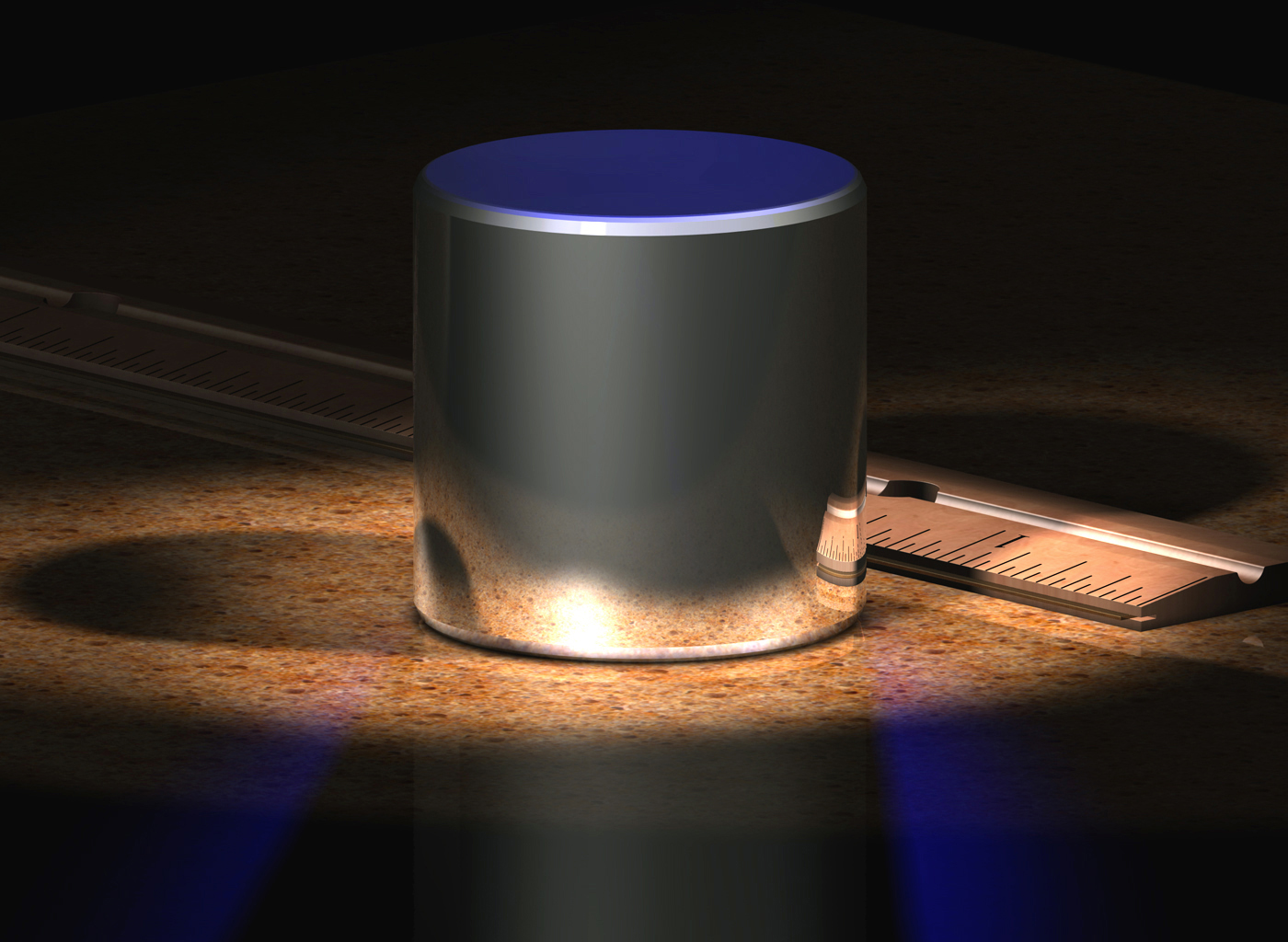
Massa fisica

Secondo la visione classica ed intuitiva della materia, tutti gli oggetti solidi occupano uno spazio che non può essere occupato contemporaneamente da un altro oggetto. Ciò significa che la materia occupa uno spazio che non può contemporaneamente essere occupato da un'altra materia, ovvero la materia è impenetrabile (principio dell'impenetrabilità). 
Se prendiamo un pezzo di gomma, lo misuriamo con una bilancia e otteniamo, ad esempio, una massa di 3 grammi, dividendo la gomma in tanti piccoli pezzi e pesando tali pezzi otterremo sempre 3 grammi. La quantità non è cambiata, in accordo con la legge di conservazione della massa. Secondo questa ipotesi si può quindi affermare che "la materia ha una massa che non cambia anche se variano la sua forma e il suo volume". Su queste basi in passato si è così costruita la definizione secondo cui "la materia è tutto ciò che occupa uno spazio e ha una massa".
La massa inerziale di una certa quantità di materia, ad esempio di un dato oggetto, che una bilancia misura per confronto con un'altra massa, rimane invariata in ogni angolo dell'universo, ed è quindi considerata una proprietà intrinseca della materia. L'unità con cui si misura la massa inerziale è il chilogrammo.
Viceversa, il peso è una misura della forza di gravità con cui la Terra attira verso di sé un corpo avente una massa gravitazionale; come tale, il peso di un dato corpo cambia a seconda del luogo in cui lo misuriamo - in diversi punti della Terra, nello spazio cosmico o in un altro pianeta. Il peso quindi non è una proprietà intrinseca della materia. Come altre forze statiche, il peso può essere misurato con un dinamometro.
Massa inerziale e massa gravitazionale sono due concetti distinti nella meccanica classica, ma sono state sempre trovate uguali sperimentalmente. È solo con l'avvento della relatività generale che abbiamo una teoria che interpreta la loro identità. 
La densità superficiale e volumica di materia nel mondo subatomico è minore che nell'universo macroscopico. Nel mondo degli atomi le masse occupano in generale volumi maggiori (minore densità di volume) e si trovano a distanze maggiori (più bassa densità di superficie) di quelle che separano pianeti, stelle, galassie. Fra i costituenti della materia prevale il vuoto.

### Struttura

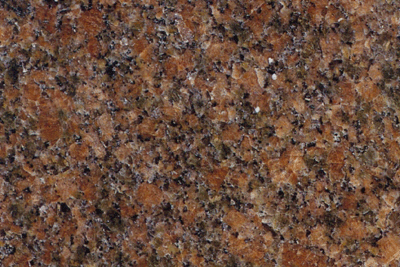
Il granito non ha una composizione globale uniforme.

La materia omogenea ha composizione e proprietà uniformi. Può essere una mistura, come il vetro, un composto chimico come l'acqua, o elementare, come rame puro. La materia eterogenea, come per esempio il granito, non ha una composizione definita.
È di fondamentale importanza nella determinazione delle proprietà macroscopiche della materia la conoscenza delle strutture a livello microscopico (ad esempio l'esatta configurazione delle molecole e dei cristalli), la conoscenza delle interazioni e delle forze che agiscono a livello fondamentale unendo fra loro i costituenti fondamentali (come le forze di London e i legami di van der Waals) e la determinazione del comportamento delle singole macrostrutture quando interagiscono fra loro (ad esempio le relazioni solvente - soluto o quelle che sussistono fra i vari microcristalli nelle rocce come il granito).

### Proprietà fondamentali della materia
I fermioni sono particelle a spin semi-intero e costituiscono una possibile definizione per tutta la materia di cui siamo fatti. I fermioni sono divisi in quark e leptoni a seconda se partecipano o meno alla forza nucleare forte. I fermioni interagiscono fra di loro attraverso i bosoni, particelle mediatrici delle forze.

#### Leptoni
I leptoni sono fermioni che non risentono della forza nucleare forte, ma interagiscono solo tramite la forza di gravità e la forza elettrodebole. Nel modello standard, sono previste tre famiglie di leptoni che comprendono una particella carica e una neutra ciascuna. L'elettrone, il muone e il tauone hanno carica elettrica negativa (positiva per le rispettive antiparticelle), mentre i relativi neutrini hanno una carica elettrica nulla. I neutrini sono privi di massa nel modello standard, anche se estensioni di questo e modelli cosmologici prevedono che abbiano una piccola massa non nulla.
| nome                 | simbolo | spin | carica elettrica (e) | massa (MeV/c2) | massa comparabile a | antiparticelle           | simbolo antiparticelle |
| -------------------- | ------- | ---- | -------------------- | -------------- | ------------------- | ------------------------ | ---------------------- |
| leptoni carichi      |         |      |                      |                |                     |                          |                        |
| elettrone            | e−      | 1⁄2  | −1                   | 0.5110         | 1 elettrone         | positrone                | e+                     |
| muone                | μ−      | 1⁄2  | −1                   | 105.7          | ~ 200 elettroni     | antimuone                | μ+                     |
| tauone               | τ−      | 1⁄2  | −1                   | 1,777          | ~ 2 protoni         | antitauone               | τ+                     |
| neutrini             |         |      |                      |                |                     |                          |                        |
| neutrino elettronico | νe      | 1⁄2  | 0                    | < 0.000460     | < 1⁄1000 elettrone  | antineutrino elettronico |                        |
| neutrino muonico     | νμ      | 1⁄2  | 0                    | < 0.19         | < 1⁄2 elettrone     | antineutrino muonico     |                        |
| neutrino tauonico    | ντ      | 1⁄2  | 0                    | < 18.2         | < 40 elettroni      | antineutrino tauonico    |                        |

#### Quark
I quark sono particelle a spin semi-intero e quindi sono dei fermioni. Hanno una carica elettrica uguale a meno un terzo di quella dell'elettrone, per quelli di tipo down, e uguale invece a due terzi per quelli di tipo up. I quark hanno anche una carica di colore, che è l'equivalente della carica elettrica per le interazioni deboli. I quark sono anche particelle massive e sono quindi soggetti alla forza di gravità.
| Nome               | Simbolo | Spin | Carica elettrica (e) | Massa (MeV/c2)    | Massa comparabile a                    | Antiparticella | Simbolo dell'antiparticella |
| ------------------ | ------- | ---- | -------------------- | ----------------- | -------------------------------------- | -------------- | --------------------------- |
| Quark di tipo Up   |         |      |                      |                   |                                        |                |                             |
| Up                 | u       | 1/2  | + 2/3                | 1,5 a 3,3         | ~ 5 elettroni                          | Antiup         | {\displaystyle {\bar {u}}}  |
| Charm              | c       | 1/2  | + 2/3                | 1160 a 1340       | ~ 1 protoni                            | Anticharm      | {\displaystyle {\bar {c}}}  |
| Top                | t       | 1/2  | + 2/3                | 169.100 a 173.300 | ~ 180 protoni o ~ 1 atomo di tungsteno | Antitop        | {\displaystyle {\bar {t}}}  |
| Quark di tipo Down |         |      |                      |                   |                                        |                |                             |
| Down               | d       | 1/2  | − 1/3                | 3,5 a 6,0         | ~ 10 elettroni                         | Antidown       | {\displaystyle {\bar {d}}}  |
| Strange            | s       | 1/2  | − 1/3                | 70 a 130          | ~ 200 elettroni                        | Antistrange    | {\displaystyle {\bar {s}}}  |
| Bottom             | b       | 1/2  | − 1/3                | 4130 a 4370       | ~ 5 protoni                            | Antibottom     | {\displaystyle {\bar {b}}}  |

## Fasi della materia

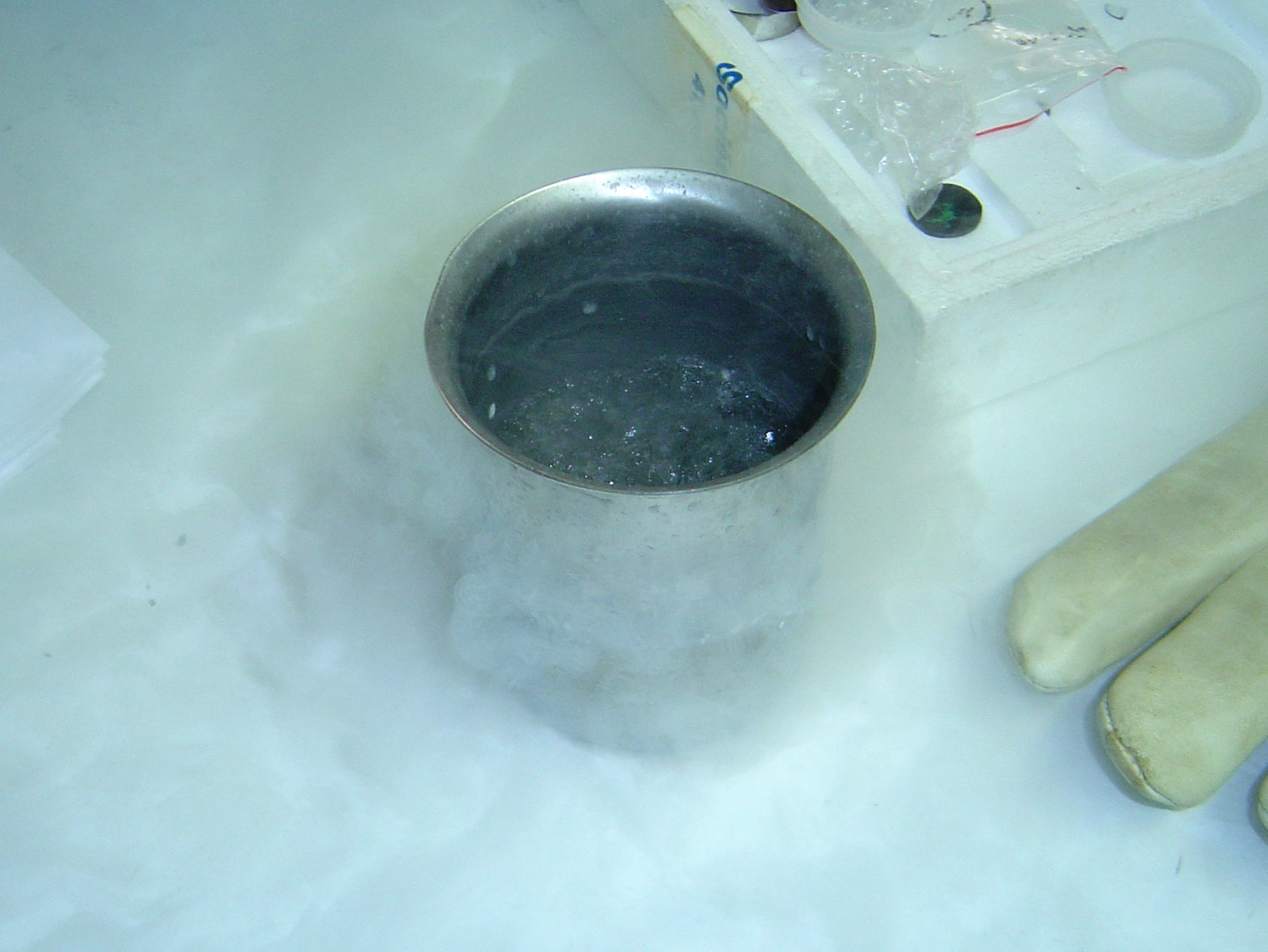
Un recipiente di metallo solido contenente azoto liquido, che evapora lentamente nel gas azoto. L'evaporazione è la transizione di fase dallo stato liquido a quello aeriforme.

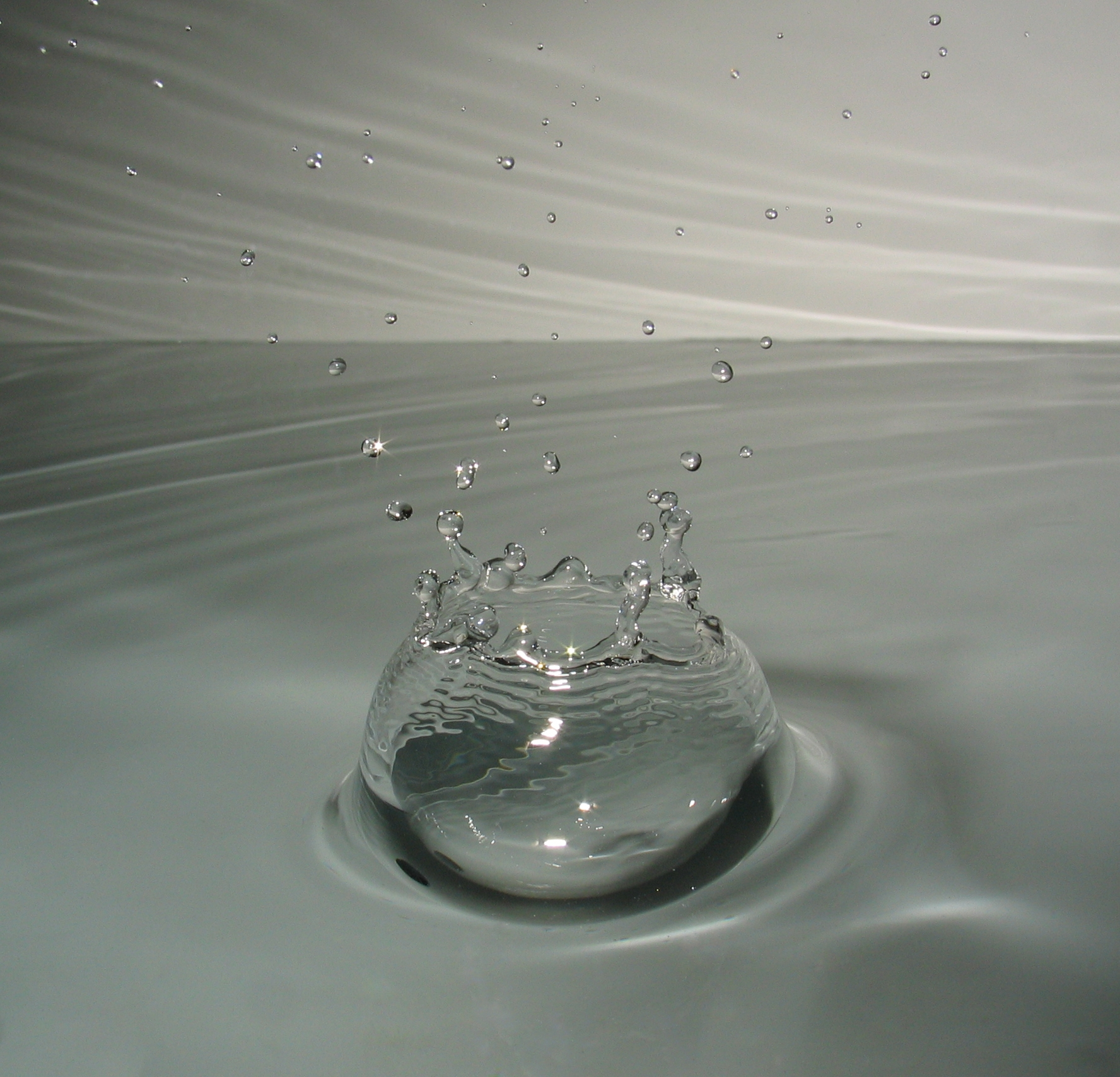
Effetto di una goccia lasciata cadere in un liquido

Schematizzazione delle molecole di un gas

In risposta a differenti condizioni termodinamiche come la temperatura e la pressione, la materia si presenta in diverse "fasi", le più familiari (perché sperimentate quotidianamente) sono: solida, liquida e aeriforme. Altre fasi includono il plasma, il superfluido e il condensato di Bose-Einstein. Il processo per cui la materia passa da una fase ad un'altra, viene definito transizione di fase, un fenomeno studiato principalmente dalla termodinamica e dalla meccanica statistica.
Le fasi sono a volte chiamate stati della materia, ma questo termine può creare confusione con gli stati termodinamici. Per esempio due gas mantenuti a pressioni differenti hanno diversi stati termodinamici, ma lo stesso "stato" di materia.

### Solidi
I solidi sono caratterizzati da una tendenza a conservare la loro integrità strutturale e la loro forma, al contrario di ciò che accade per liquidi e gas. Molti solidi, come le rocce, sono caratterizzati da una forte rigidità, e se le sollecitazioni esterne sono molto alte, tendono a spezzarsi e a rompersi. Altri solidi, come gomma e carta, sono caratterizzati invece da una maggiore flessibilità. I solidi sono di solito composti da strutture cristalline o lunghe catene di molecole (ad esempio polimeri).

### Liquidi
In un liquido, le molecole, pur essendo vicine fra di loro, sono libere di muoversi, ma al contrario dei gas, esistono delle forze più deboli di quelle dei solidi che creano dei legami di breve durata (ad esempio, il legame a idrogeno). I liquidi hanno quindi una coesione e una viscosità, ma non sono rigidi e tendono ad assumere la forma del recipiente che li contiene.

### Aeriforme
Un aeriforme è una sostanza composta da piccole molecole separate da grandi spazi e con una debolissima interazione reciproca. Quindi gli aeriformi non offrono alcuna resistenza a cambiare forma, a parte l'inerzia delle molecole di cui è composto.

## Forme di materia

### Materia chimica
La materia chimica è la parte dell'universo composta da atomi chimici. Questa parte dell'universo non include la materia e l'energia oscura, buchi neri, stelle a neutroni e varie forme di materia degenere, che si trova ad esempio in corpi celesti come la nana bianca. Dati recenti del Wilkinson Microwave Anisotropy Probe (WMAP), suggeriscono che solo il 4% della massa totale dell'intero universo visibile ai nostri telescopi sia costituita da materia chimica. Circa il 22% è materia oscura, il restante 74% è energia oscura.
La materia che osserviamo è generalmente nella forma di composti chimici, di polimeri, leghe o elementi puri.

### Antimateria

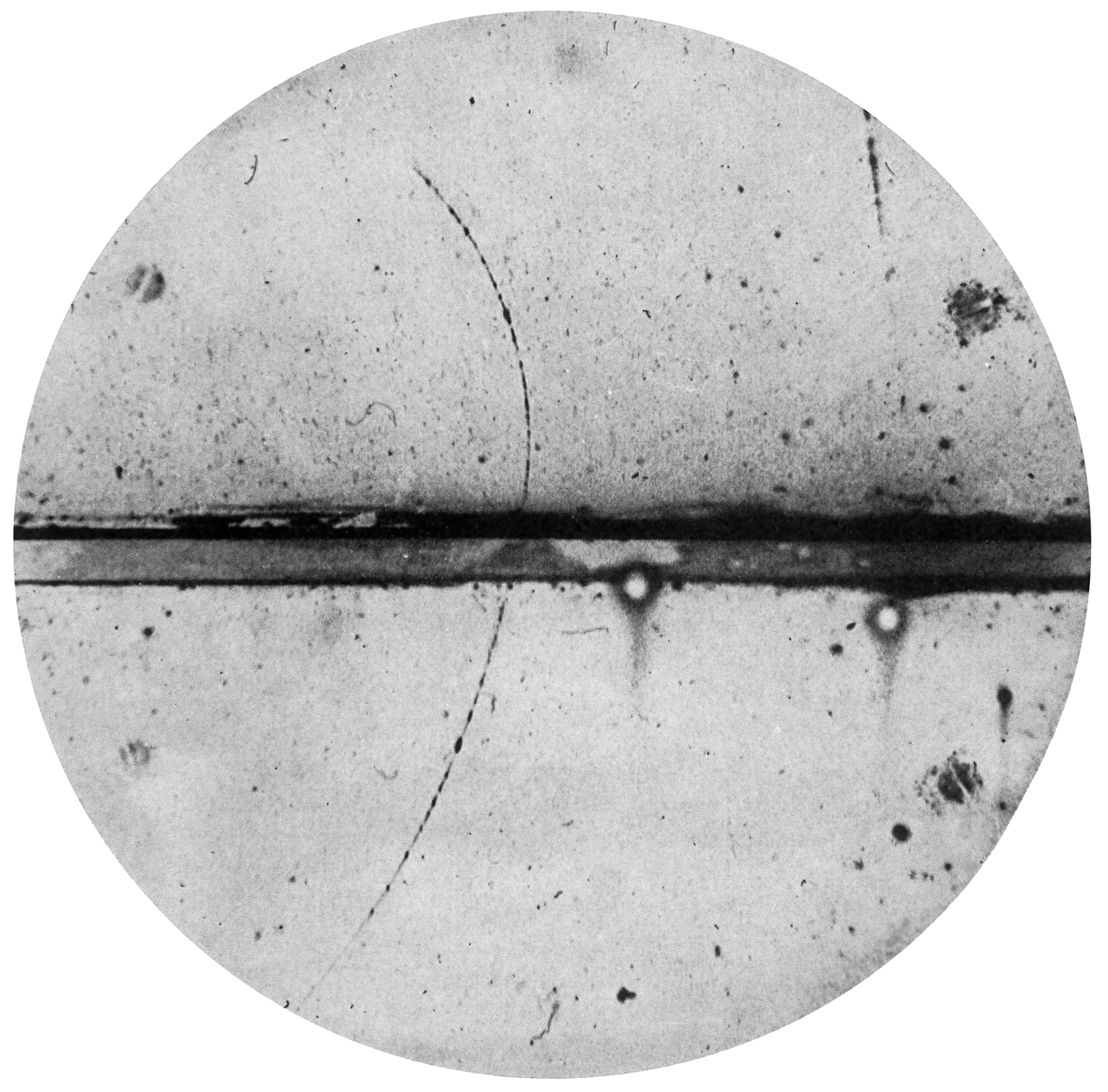
Prima foto della traccia della traiettoria di un positrone lasciata in camera a nebbia

Nelle particelle fisiche e nella chimica quantistica, l'antimateria è composta dalle rispettive antiparticelle che costituiscono la normale materia. Se una particella e la sua antiparticella si incontrano tra loro, le due annichiliscono; si convertono cioè in altre particelle o più spesso in radiazione elettromagnetica di uguale energia in accordo con l'equazione di Einstein {\displaystyle E=mc^{2}}.
L'antimateria non si trova naturalmente sulla Terra, eccetto quantità piccole e di breve durata (come risultato di decadimenti radioattivi o raggi cosmici). Questo perché l'antimateria che si crea fuori dai confini dei laboratori fisici incontra immediatamente materia ordinaria con cui annichilirsi. Antiparticelle ed altre forme di stabile antimateria (come antiidrogeno) possono essere create in piccole quantità, ma non abbastanza per fare altro oltre a test delle proprietà teoriche negli acceleratori di particelle.
C'è una considerevole speculazione nella scienza e nei film su come mai l'intero universo sia apparentemente composto da ordinaria materia, sebbene sia possibile che altri posti siano composti interamente da antimateria. Probabili spiegazioni di questi fatti possono arrivare considerando asimmetrie nel comportamento della materia rispetto all'antimateria.

### Materia oscura

Mappa tridimensionale della materia oscura nella porzione di universo rilevato dal telescopio Hubble

In cosmologia, effetti a larga scala sembrano indicare la presenza di un incredibile ammontare di materia oscura che non è associata alla radiazione elettromagnetica. La teoria del Big Bang richiede che questa materia abbia energia e massa, ma non è composta né da fermioni elementari né da bosoni. È composta invece da particelle che non sono mai state osservate in laboratorio (forse particelle supersimmetriche).

### Materia esotica
La materia esotica è un ipotetico concetto di particelle fisiche. Si riferisce a ogni materia che viola una o più delle classiche condizioni e non è costituita da particelle barioniche note.